# Liste der Flaggen in Sachsen-Anhalt

Flagge Sachsen-Anhalts

Lage Sachsen-Anhalts in Deutschland

Die Liste der Flaggen in Sachsen-Anhalt enthält die Flaggen der Landeshauptstadt Magdeburg sowie der Land- und Stadtkreise im Land Sachsen-Anhalt.

## Landeshauptstadt Magdeburg

Magdeburg

## Landkreise

Altmarkkreis Salzwedel
Landkreis Anhalt-Bitterfeld
Landkreis Börde
Burgenlandkreis
Landkreis Harz
Landkreis Jerichower Land
Landkreis Mansfeld-Südharz
Saalekreis
Salzlandkreis
Landkreis Stendal
Landkreis Wittenberg

## Stadtkreise

Dessau-Roßlau
Halle (Saale)
Magdeburg